# Támesis
Támesis là một khu tự quản thuộc tỉnh Antioquia, Colombia. Thủ phủ của khu tự quản Támesis đóng tại Támesis Khu tự quản Támesis có diện tích 264 ki lô mét vuông. Đến thời điểm ngày 28 tháng 5 năm 2005, khu tự quản Támesis có dân số 16631 người.